# Boilie

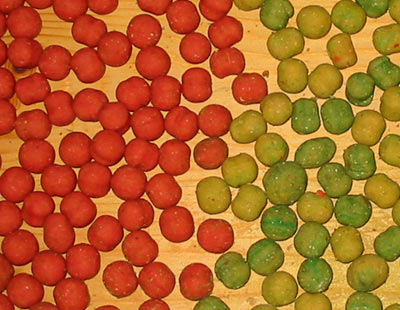
Fertige Boilies

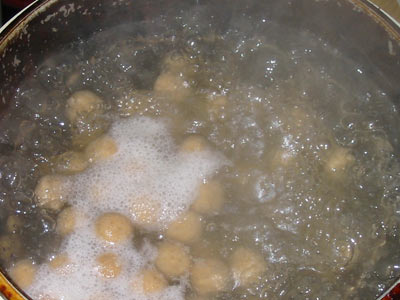
Kochen von Boilies

Ein Boilie (Kunstwort vom englischen to boil = „kochen“) ist ein spezieller Köder zum Karpfenangeln und dafür zurzeit einer der beliebtesten Köder. Boilies wurden gegen Ende der 1960er Jahre von dem Engländer Fred Wilton entwickelt. Auf der von ihm entwickelten HNV-Theorie (High Nutrient Value = Hoher Nährwert) basierend, entwickelte er einen Köder, der dem Karpfen alle zur Ernährung notwendigen Stoffe bieten sollte. Heute bestehen Boilierezepturen aus verschiedenen pflanzlichen und tierischen Mehlen sowie weiteren Additiven wie Aromen oder Farbstoffen.
Boilies sind meist runde Köder, die gekocht oder dampfgegart werden und dadurch, je nach verwendeten Zutaten, zäh bis sehr hart werden. Darum lösen sie sich unter Wasser kaum auf und können fast nur von Karpfen und einigen anderen Karpfenartigen gefressen werden. Als Lockstoff werden Aromen in verschiedenen Geschmacksrichtungen verwendet, die bereits unmittelbar nach Einbringen in das Gewässer abgegeben werden und somit die Lockwirkung erhöhen sollen.
Somit ist sehr selektives Angeln möglich. Mittels Variation der Größe (etwa von Murmel bis Golfball) kann der Beifang und der Fang kleiner Karpfen oft noch weiter reduziert werden.
Da ein Boilie praktisch nicht, so wie bei anderen Ködern üblich, über den Haken geschoben werden kann, wird er in der Regel seitlich an einem am Hakenschenkel angebrachten sogenannten Haar befestigt. Das Haar ist eine dünne und möglichst unauffällige monofile oder geflochtene Schnur. Neben der Befestigung dient die Haarmontage auch zur Selbsthakung an der Lippe und soll ein Verschlucken verhindern.

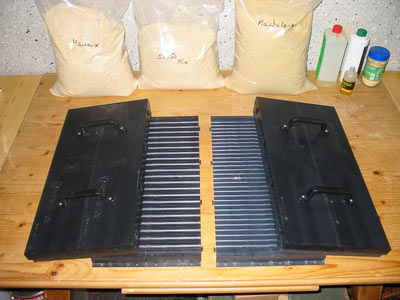
Boilie-Roller
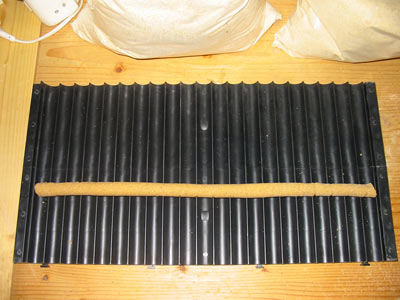
Boilie-Strang auf dem Roller
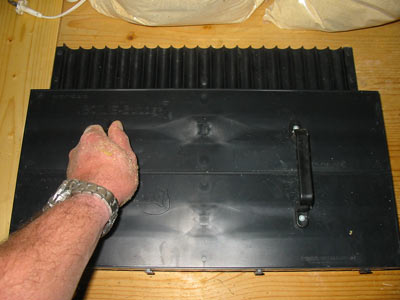
Rollen von Boilies
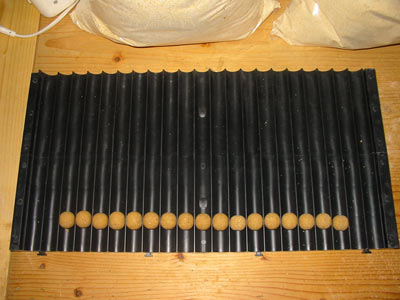
Gerollte Boilies auf dem Roller